# Lomelosia speciosa
Lomelosia speciosa är en tvåhjärtbladig växtart som först beskrevs av John Forbes Royle, och fick sitt nu gällande namn av J. Soják. Lomelosia speciosa ingår i släktet Lomelosia och familjen Dipsacaceae. Inga underarter finns listade i Catalogue of Life.